# Ренессанс (яйцо Фаберже)
Ренесса́нс — ювелирное яйцо, одно из пятидесяти двух императорских пасхальных яиц, изготовленных фирмой Карла Фаберже для русской императорской семьи. Оно было создано и передано императору Александру III в 1894 году, став последним подаренным им пасхальным яйцом императрице Марии Фёдоровне. Текущим владельцем является фонд Виктора Вексельберга «Связь времён».

## Дизайн
Ларец в форме яйца из прозрачного голубовато-молочного агата лежит горизонтально на овальном золотом основании. Верхняя часть яйца, открывающаяся на золотом шарнире, украшена накладной трельяжной решёткой, выполненной из белой эмали с алмазными и рубиновыми цветами на местах пересечений. На верхней половине яйца алмазами выложена дата «1894» в овалe из землянично-красной прозрачной эмали, обрамлённой стилизованными раковинами из зелёной эмали и фигурами из красной и белой эмали. Нижнее окаймление крышки украшено раковинами прозрачной землянично-красной эмали в промежутках между завитками белой эмали с алмазами. Края створок внутренней стороны яйца, видных при открытой крышке, отделаны растительным бордюром на белом эмалевом фоне. Нижняя створка окаймлена сверху полосой землянично-красной эмали и охвачена снизу поясами из листьев с ягодкой и голубыми раковинами «пряжек». С обеих сторон ларца размещены ручки в виде золотых скульптурных львиных голов с кольцами в зубах. Чеканное основание отделано листьями прозрачной зелёной эмали, чередующихся с цветами красной эмали.

### Шкатулка Ле Роя
Прототипом яйца «Ренессанс» стала шкатулка для драгоценностей, изготовленная амстердамским мастером Ле Роем в начале XVIII века, которая в настоящий момент хранится в Дрезденской художественной галерее «Зелёные своды».
Специалист по истории фирмы Фаберже Кеннет Сноумен сравнивает эти два изделия в своей работе 1953 года «Искусство Карла Фаберже» (англ. «The Art of Carl Fabergе»):
Сравнивая работу Фаберже с оригиналом Ле Роя, обратите внимание на то, насколько точно следует современный ювелир композиции ларчика. Однако, разглядев в нем намёк на яйцевидную форму, он исполняет своё изделие в более изысканной манере, приспосабливая соотношение размеров украшенного трельяжной сеткой оригинала к изящному силуэту яйца, и утяжеляет основание

## Сюрприз
Сюрприз был утерян, однако существует предположение, что им было украшение из жемчуга. По другой теории, высказанной Кристофером Форбсом, считается, что сюрпризом было яйцо Воскресение Христово, которое идеально подходит по размерам в яйцо «Ренессанс» и имеет схожее исполнение и цветовую гамму. Кроме того, они вместе демонстрировались в 1902 году. Яйцо Воскресение Христово не имеет инвентарного номера, что также говорит в пользу этой теории.

## История
Яйцо было подарено императором Александром III его жене императрице Марии Фёдоровне на Пасху 1894 года. После революции 1917 года оно было отправлено в Оружейную палату Кремля. Около 1927 года объединение «Антиквариат» продало яйцо Арманду Хаммеру в Нью-Йоркскую галерею за 1500 рублей. В 1937-1947 годах оно находилось в собственности Генри Тальбот де Вере в Великобритании. С 1947 по 1958 года его владельцами были Джек и Белль Лински из Нью-Йорка. В 1958 году яйцо находится в Нью-Йоркской галерее A La Vieille Russie. В 1965 году яйцо стало частью коллекции журнала Forbes в Нью-Йорке. С 2004 года владельцем является Виктор Вексельберг.